# Oberhaching
Oberhaching település Németországban, azon belül Bajorországban. Lakosainak száma 13 900 fő (2023. december 31.). Oberhaching Sauerlach, Brunnthal, Taufkirchen és Straßlach-Dingharting községekkel határos.

## Népesség
A település népessége az elmúlt években az alábbi módon változott:
| Lakosok száma | 914  | 4518 | 7556 | 8790 | 12 677 | 12 899 | 13 454 | 13 504 | 13 608 | 13 900 |
|               | 1875 | 1950 | 1975 | 1987 | 2012   | 2014   | 2016   | 2017   | 2021   | 2023   |